# Cryptoneossa triangula
Cryptoneossa triangula är en insektsart som beskrevs av Taylor 1990. Cryptoneossa triangula ingår i släktet Cryptoneossa och familjen rundbladloppor. Inga underarter finns listade i Catalogue of Life.